# Силвия Гронцова
Силвия Гронцова (на словашки: Silvia Hroncová) е словашка политичка, бивша министърка на културата на Словакия (2023).

## Биография
Родена е на 22 юли 1964 г. в град Братислава, Словашка социалистическа република, Чехословакия. Учи естетика и театрални изследвания в театралния факултет на Висшата школа за сценични изкуства и във философския факултет на Университета „Коменски“ в Братислава.
От 1999 до 2006 г. е директор на Театралния институт към Министерството на културата на Словакия. Ръководи театралния фестивал Nová dráma/New Drama и театралната сцена Štúdio 12.
От 2006 до 2009 г. работи като генерален директор на Словашкия национален театър. Тя отговаря за завършването на строителството, преместването от старата сграда (дн. театър „Павол Орсаг Гвездослав“) и пускането в експлоатация на новата сграда на театъра, открита на 14 април 2007 г.
От 2009 до 2013 г. работи като генерален директор на компанията за разпространение на филми Film Europe Media Company, която води началото на телевизионния канал Film Europe Channel (дн. Film Europe и Film Europe+).
От август 2013 г. тя ръководи двата най-големи оперни театъра в Чехия – Националния театър в Прага и Пражката държавна опера. Подава оставка през май 2019 г. след назначаването на норвежеца Пер Бойе Хансен за артистичен директор на Националния театър вместо Петр Кофрон.
След това работи като изпълнителен директор на компанията за разпространение на филми Film Europe Media Company и председател на борда на директорите на Творческия институт в Тренчин, който работи по проекта „Тренчин – Европейска столица на културата през 2026 г.“.
На 15 май 2023 г. е назначена за ръководител на Министерството на културата на Словакия в правителството, ръководено от министър-председателя Людовит Одор. Правителството подава оставка на 25 октомври 2023 г.